# Raivuna vittata
Raivuna vittata är en insektsart som först beskrevs av Puton 1892.  Raivuna vittata ingår i släktet Raivuna och familjen Dictyopharidae. Inga underarter finns listade i Catalogue of Life.